# Manuel Pestana Reis
Manuel Pestana dos Reis (Canhas, Ponta do Sol, Madeira, 1 de abril de 1893 — Funchal, Madeira, 4 de julho de 1966) foi um advogado, político, escritor, jornalista e poeta português.

## Biografia
Manuel Pestana dos Reis nasceu nos Canhas a 1 de abril de 1894, filho de José Pestana dos Reis e Maria da Silva Gaspar.
Após frequentar e concluir o curso no Liceu do Funchal, matriculou-se na Faculdade de Direito da Universidade de Coimbra, porém concluiu o curso de direito na Faculdade de Direito de Lisboa.
Nos tempos de estudante dedicou-se à poesia. Colaborou em vários jornais da Madeira e do Continente, entre eles O Imparcial, Correio da Madeira, Jornal da Madeira, e dirigiu mais tarde o Diário da Manhã.
Combateu na célebre batalha de La Lys, durante a Primeira Guerra Mundial.
Foi professor do Liceu do Funchal e do Liceu Passos Manuel, dirigiu vários anos a Casa Pia de Lisboa. Desempenhou, também, o cargo de vogal na Câmara Municipal do Funchal, procurador da Junta Geral do distrito do Funchal.

## Obra
Poesia
- Canções Tristes
- Avezinha
- Canção da Ilha

Outros
- Consciência Nacional e Consciência Política